# Eskil Lundahl
Eskil Johannes Lundahl (Malmö, 7 de septiembre de 1905-Bromma, 10 de noviembre de 1992) fue un deportista sueco que compitió en natación. Ganó cuatro medallas en el Campeonato Europeo de Natación, en los años 1926 y 1927.

## Palmarés internacional
| Campeonato Europeo | Campeonato Europeo  | Campeonato Europeo | Campeonato Europeo |
| Año                | Lugar               | Medalla            | Prueba             |
| ------------------ | ------------------- | ------------------ | ------------------ |
| 1926               | Budapest ( Hungría) | Medalla de bronce  | 100 m espalda      |
| 1926               | Budapest ( Hungría) | Medalla de bronce  | 4 × 200 m libre    |
| 1927               | Bolonia ( Italia)   | Medalla de oro     | 100 m espalda      |
| 1927               | Bolonia ( Italia)   | Medalla de plata   | 4 × 200 m libre    |